# Christopher Rougier-Lagane
Christopher Rougier-Lagane (* 24. September 1998 in Curepipe) ist ein mauritischer Radrennfahrer.

## Sportlicher Werdegang
Rougier-Lagane entstammt einer Radsport-Familie, schon sein Vater und sein älterer Bruder betrieben Radrennen. Seit 2013 verbringt er einen Teil des Jahres in Frankreich und trainiert bei dortigen Radsport-Vereinen. In seinen beiden Junioren-Jahren 2015 und 2016 gewann er drei mauritische Meistertitel und zwei Silbermedaillen bei den Afrikameisterschaften.
2017 absolvierte er einen Lehrgang beim Centre Mondial du Cyclisme in der Schweiz und wurde erstmals mauritischer Meister in der Elite. In der Folge dominierte er die Landesmeisterschaften im Einzelzeitfahren.
2019 gewann er bei den Spielen der Inseln des Indischen Ozeans mehrere Medaillen. Im Frühjahr 2020, als er von Frankreich zu den heimischen Landesmeisterschaften gereist war, wurde er durch den Ausbruch der Corona-Pandemie auf der Insel festgehalten und konnte während der Saison nur Rennen vor Ort absolvieren. 2022 siegte er mit dem mauritischen Team in der Mixed-Staffel bei den Afrikameisterschaften. Im Folgejahr gelang die Titelverteidigung, und Rougier-Laganes 6. Platz im Straßenrennen der Afrikameisterschaften 2023 bedeutete die Qualifikation fürs olympische Straßenrennen 2024, dessen Erreichen er zuvor als sein Ziel ausgegeben hatte.
Erstmals 2023 vertrat Rougier-Lagane sein Land bei den Straßenradsport-Weltmeisterschaften. Er war bislang nie Mitglied in einem UCI-registrierten Team, gewann allerdings zahlreiche Rennen auf seiner Insel, dazu 2017 und 2018 die Tour de la Réunion auf der Nachbarinsel Réunion.

## Erfolge
2015
 Mauritischer Meister – Straßenrennen, Einzelzeitfahren (Junioren)
2016
 Mauritischer Meister – Einzelzeitfahren (Junioren)
 Afrika-Meisterschaften – Straßenrennen, Einzelzeitfahren (Junioren)
2017
 Mauritischer Meister – Einzelzeitfahren
2018
 Mauritischer Meister – Einzelzeitfahren
2019
 Mauritischer Meister – Einzelzeitfahren
 Jeux des Îles de l'océan Indien – Mannschaftszeitfahren
 Jeux des Îles de l'océan Indien – Einzelzeitfahren
2021
 Mauritischer Meister – Einzelzeitfahren
2022
 Mauritischer Meister – Einzelzeitfahren
 Afrika-Meister – Mixed-Staffel
2023
 Mauritischer Meister – Straßenrennen, Einzelzeitfahren
 Afrika-Meister – Mixed-Staffel
 Jeux des Îles de l’océan Indien – Straßenrennen, Mannschaftszeitfahren
2024
 Afrikaspiele – Mixed-Staffel
 Afrikaspiele – Mannschaftszeitfahren
 Mauritischer Meister – Straßenrennen, Einzelzeitfahren
eine Etappe Tour d’Algérie